# 天大中小
天大中小（てんだいちゅうしょう）とは、主に子供の間で行われるボールを使ったゲームの一つである。
英語圏でフォー・スクエア（four square）、スウェーデンでキング（king, ruta）と呼ばれる競技ははほぼ同様のルールであり、本項で扱う。

## 歴史
伝承遊びの一種と考えられており、明確な競技規則や競技団体がなく子供の間で受け継がれてきたゲームである。
フォー・スクエアについては、1950年代に同名の競技が行われていた記録が見られるが、ルールなどの詳細な内容は記載されていない 。日本では大正中期の大阪で遊ばれていたという報告があり、戦後も1960年代から1980年代にかけて小学生の間で広く行われていた。
2003年にアメリカでフォー・スクエアのリーグが設立されたが、2012年に終了している。2005年からメイン州ブリッジトンでフォー・スクエアの世界選手権を称する大会が開催されているが、入賞者の多くはメイン州からの参加者である。
2018年（平成30年）の小学校学習指導要領において、体育で実施するネット型ゲームの例として天大中小が記載された。

## 名称
時期、地域によって名称は千差万別である。藤本浩之輔の学術調査によると、古くは「天下町人」という呼称が一般的であった。1969年の枚方市では、市内の小学校に限った調査でも以下のように12通りの異なる呼称が確認されている。
天下町人、天町、天大武士町、よんてん、天大、天大中小、四人天下、天下小人、テニス、天小、たんご、ぽんぽん
中部地方では「してん」、「元大中小」、「小中大元」、「天下取り」などの呼称が確認されている。また関東では「大学おとし」という呼称が見られる。
そのほか、ネット情報サイトの調査で「がんばこ」「天下（てんか）おとし」「天下（てんげ）」「げんばく」「天上（てんじょう）」「ドッジピンポン」「おおつぶ」「元大中小」などが確認されている。神戸近辺では「インサ」と呼ばれている。

## ゲームの概要
テニスを原型としたゲームと考えられており、特殊な器具（ラケットとネット）を必要としないテニスと見なせる。ラケットを用いないという点で、初期のジュ・ド・ポームとの類似性も指摘されている。詳細なルールは名称と同じく地域、時期によって異なっている。

### 参加人数
4人またはそれ以上の人数で行われることが多い。5人以上の参加者がいる場合には、残りの参加者は枠の外で列を作り、交代を待つ。人数が少ない場合には3人、2人で行われることもあり、コートの形が異なることもある。

### コート
まず地面に大きな四角を描き、縦・横の区切り線を描いて4つの均等な四角形の区画に区切る。上空から見ると漢字の「田」の形になる。これがコートの基本形であり、プレイヤーはそれぞれの区画を陣地として占有する。参加者が3人以下の場合に、2つのマスからなるコートを描くこともある。
陣地は順位を持ち、順位に応じたラベルが付けられる。ラベルの名称はゲームの名称に関連したものであるため、これも地域や時期によってさまざまなバリエーションがある。
- 「社長」「部長」「課長」「平」（企業の役職を模したもの）
- 「天」「大」「中」「小」
- 「元」「大」「中」「少」（元帥、大将、中将、少将の略）
- 「大」「高」「中」「小」（大学生、高校生、中学生、小学生の略）[13]

以下では陣地のラベルを上位から順に1、2、3、4として解説する。陣地1～4の並び方はN字型、交差型、循環型の3つが考えられるが、いずれの例も実際に用いられたことが報告されている。
ジャンケンなどでプレイヤーの初期順位を決め、対応する陣地に入る。

### 用具
軟式テニスのような小さいボールを使う場合や、ドッジボールなどを使う場合がある。フォー・スクエアに関しては専用球が販売されている。

### ゲームの進行

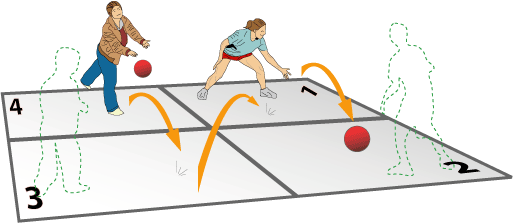

最初にボールを打つ権利（サーブ権）は最上位（陣地1）のプレイヤーが持つ場合が多いが、最下位（陣地4）のプレイヤーが持つ場合もある。サーブ権を持つプレイヤーが、所定のルールに合ういずれかの陣地に向かってボールを打つ（サーブ）ことでゲームが開始される。ボールがバウンドした陣地のプレイヤーが次のプレー主体となり、ボールをいずれかの陣地に打つ。これをいずれかのプレイヤーがミスをするまで繰り返して、1回のゲームが終わる。
ミスの基準はテニスや卓球に近く、以下のような場合は当該陣地のプレイヤーのミスとなる。
- 打ったボールが自陣以外のいずれかの陣地でバウンドせずにコート外に出る。
- 打つ前に自陣で2回以上バウンドする
- 打つ前に自陣の外に出る（空振り）。

打ったボールが自陣でバウンドした場合はミスとするルールと、他の陣地にバウンドさせる前に自陣で必ず1回バウンドさせるように打つ（打ったボールが直接相手陣地でバウンドした場合は打ったプレイヤーのアウト）というルールの存在が知られている。コート外枠や陣地を区切る線などにボールがかかった場合は、打ったプレイヤーのアウトとするのが一般的である。
- - ボールが自分のマスに着く前に打ってしまった場合は、ノーバン（ノーバウンドの略）でアウト。ただしこれをセーフとするローカルルールもある。
  - ワンバンしたボールを打ち返せずフィールド外へ逃した場合はそのマスのプレイヤーのアウト。
  - 境界を越えたボールが同一のマスで2回バウンドするとツーバンで、そのマスのプレイヤーのアウト。

境界を越えたボールがあるマスを通過して他のマスに達したときは、次の判定となる。
- 前のマスをノーバンで通過した場合は次のマスのプレイヤーの責任。
  - 次のマスもノーバンでフィールドへ出れば打ち手のアウト。
- 前のマスをワンバンまたはツーバンで通過した場合は前のマスのプレイヤーの責任（実質的に打ち返せなかったためアウト）。

このルールでボールを返していき、ルールどおり返せなくなった者が負けとなる。負けた者は一つ下のランク（“天”→“大”→“中”→“小”の順）に移動し、残りの者が繰り上がる。小の者が負けた場合、枠の外で待っている参加者と交代する。
地域によっては足を用いて相手の陣にボールを入れるルールも存在する。ボールを返すルールは上記を踏襲するが、コート中心に書かれた“天”→“大”→“中”→“小”または“大”→“高”→“中”→“小”と書かれた円内にボールが入ってしまうと“ドボン”になり、そこへボールを蹴りいれた者はどこのポジションにいようとも“小”まで戻らなくてはならず、他のメンバーは順次繰り上げとなる。

### ボールの打ち方
地域や使用するボールの大きさ・硬さなどによって、片手のみを使う場合と両手を使う場合がある。また、下手打ち（ボールの下側を叩く）という条件を課している事例も見られる。

## ゲームの特徴
数度のラリーで決着がつくことが多く、参加者が多数でも効率よく回転していくため、小学校の休み時間等の中途半端な時間に行うのに適する。
一方で“天”からの最初の攻撃で決まることは少なく、適度なゲームバランスを有するといえる。個人競技であるため、野球やサッカーのような役割による不公平が無く、個人のミスが他の人間に影響しないため、人間関係に亀裂を生じることは少ない。

## テクニック
低い軌道で強いボールを打つと相手はコントロールしにくくなる。また、バウンドを極限まで弱くすると、相手は低い位置で、かつ他の陣へ入れるため強く打たざるを得ず、有効である。
オクトパス
両手および体をタコのようにくねくねと動かしながら打つ技。
ビッグバン
力強く叩き相手のミスを誘ったり相手陣地の後方までボールを飛ばすこと。
相手に打たれにくくするため、いくつかの特殊な打ち方がある。たとえば以下のような技がある。
- 切り込み

打ち込まれて着地寸前のボールを低めに思いきり打ち、自分のマスに着地した後、相手のマスをワンバンまたはノーバンで通過してフィールド外へ出す。弾道が低く速いため、相手は打ち返しにくい。スマッシュともいえる。
- フェイント

思いきり弱く打ち、相手のツーバンを誘う。強く打つように見せかけておくとより成功しやすくなる。
ある方向に打つと見せかけ、利き手または利き手とは反対の手で他の方向へ打つ。
さらに、他の方向へ打つと見せかけて本来の方向へ打つ。
切り込みや、弱く打つのと組み合わせると相乗効果を生む。
だが、ここに挙げたものは高等技術であり、初心者では失敗して自分が降格ということになりかねないため、練習が必要である。